# 路易絲公主 (奧蘭治-拿騷)
奧蘭治-拿騷的路易絲（荷蘭語：Louise van Oranje-Nassau，1770年11月28日—1819年10月15日），奧蘭治親王威廉五世长女、荷兰王威廉一世姊姊。

## 婚姻
1790年，路易絲與不倫瑞克公爵卡爾·威廉·斐迪南的長子卡爾·格奧爾格·奧古斯特結婚，兩人沒有子女。